# Semiotus illigeri
Semiotus illigeri là một loài bọ cánh cứng trong họ Elateridae. Loài này được Guerin miêu tả khoa học năm 1844.